# Niamh Fisher-Black
Niamh Fisher-Black (født 12. august 2000 i Nelson) er en cykelrytter fra New Zealand, der er på kontrakt hos Lidl-Trek.

## Privat
Fisher-Blacks lillebror er cykelrytter Finn Fisher-Black.